# Platyparea
Platyparea is een geslacht van insecten uit de familie van de Boorvliegen (Tephritidae), die tot de orde tweevleugeligen (Diptera) behoort.

## Soorten
- P. carpathica Klasa, 2001
- P. discoidea: Klokjesboorvlieg (Fabricius, 1787)